# 酒井学 (競馬)
酒井 学（さかい まなぶ、1980年2月4日 - ）は、JRA栗東トレーニングセンター所属の騎手。

## 経歴
父親が公営新潟競馬で厩務員をしていたことから幼少時から競馬が身近な環境であった。また、実兄は公営・川崎八木仁厩舎所属の酒井忍である。
競馬学校卒業（第14期生）を経て、1998年に騎手免許を取得。同期に池添謙一、太宰啓介、白浜雄造などがいる。同年3月1日の中京1Rにショウワヒカルに騎乗しデビュー、4着という結果であった。同年3月8日中京12Rのマチカネヒガノボルに騎乗、初勝利を挙げる。デビュー当初は平地・障害両免許を取得していたが、後に騎乗機会ゼロのまま障害免許を返上している。
2001年10月20日、カブトヤマ記念を負担斤量が最軽量48kgのタフネススターで勝利し初の重賞タイトルを獲得。なお負担斤量50kg未満の馬の重賞制覇は1991年ダイヤモンドステークスのノースシャトル（49kg）以来、48kgは1976年ステイヤーズステークスのホッカイノーブル以来の記録である。
所属先の二分久男厩舎の解散を機に成績が急落して収入が激減し生活苦に陥る。本人は後に「あまりの生活苦で、手持ちのCDを中古CDショップに売りに行った」「家賃が3割ほど安い家に引っ越そうとアパマンショップに申し込みに行った」「後日思い直して「契約しません」と言いに行った際、発生した違約金2000円すら払えなかった」「ジョッキー仲間の高田潤から金を借りた」などと当時を振り返っている。特に2006年は年末まであと2週の時点で勝利がなく初の年間0勝が迫る中、12月16日にようやく1勝を挙げることができたが、それがニホンピロ・レーシングの馬（ニホンピロコナユキ）だったことが契機となり、同オーナーの小林百太郎との関係ができ、現在ではニホンピロ・レーシングの主戦騎手を務めるまでになっている。
2009年8月2日に小倉8Rをウォーターセレネで1着となり、現役92人目の通算100勝を達成。その2週間後となる8月16日、北九州記念をサンダルフォンで制覇し、8年ぶり2度目の重賞勝利を記録した。
2010年8月1日、小倉記念をニホンピロレガーロで制覇。また、中央開催最終日の2010アンコールステークスを勝ち、九州競馬記者クラブ「小倉ターフ賞」を受賞した。
また、2011年の中央開催最終日の2011アンコールステークスも、サンダルフォンで連覇。2010年の同レース、2009年の尾張ステークスに続き、中央開催最終日の第三場最終競走3連覇を果たした。
2012年12月2日のジャパンカップダートをニホンピロアワーズで勝利し、JRA・G1初制覇を飾った。
2013年8月4日、小倉7Rをテイコフトウショウで勝ち、4200戦目で現役60人目のJRA通算200勝達成。
2014年10月26日の菊花賞をトーホウジャッカルで勝利し、クラシック、八大競走初制覇を飾った。
2018年3月24日、阪神10Rでリリーヴィクトリーに騎乗して1着となり、6923戦目で現役50人目となるJRA通算300勝を達成した。
2023年2月18日、阪神5Rでゼンダンゴクウに騎乗して1着となり、現役46人目のJRA通算400勝を達成した。
2024年7月6日、小倉2Rでエーオに騎乗し、史上53人目、現役30人目の記録となるJRA通算1万回騎乗を達成した。

## 人物
前述した最軽量の48キロで乗れる数少ない中堅騎手である。体重はJRAの公式プロフィールでは48kgとされているものの、実際にはもっと軽い46kgしかないとのことで、騎乗時には負担重量に合わせて4種類の鞍を使い分けている。中でも最も重い鞍は12kgもあるという。
レースの前後に、騎乗馬をよく撫でる騎手として知られる。馬を撫でること自体はどの騎手もしていることなのだが、酒井は他の騎手よりも高頻度かつ笑顔で撫でており、その様子をしばしばパドックやレースの中継カメラが捉えているため、酒井の特徴として競馬ファンから認知されている。
酒井は「可愛がっているように見えるかもしれないが、馬の気持ちを落ち着かせるためにやっている」そうで、また新馬や初騎乗の馬は「触られたら嫌なところが無いかの確認（としてしている）」と語っている。
Mr.Childrenのファンである。

## 主な騎乗馬
太字はGI競走を示す

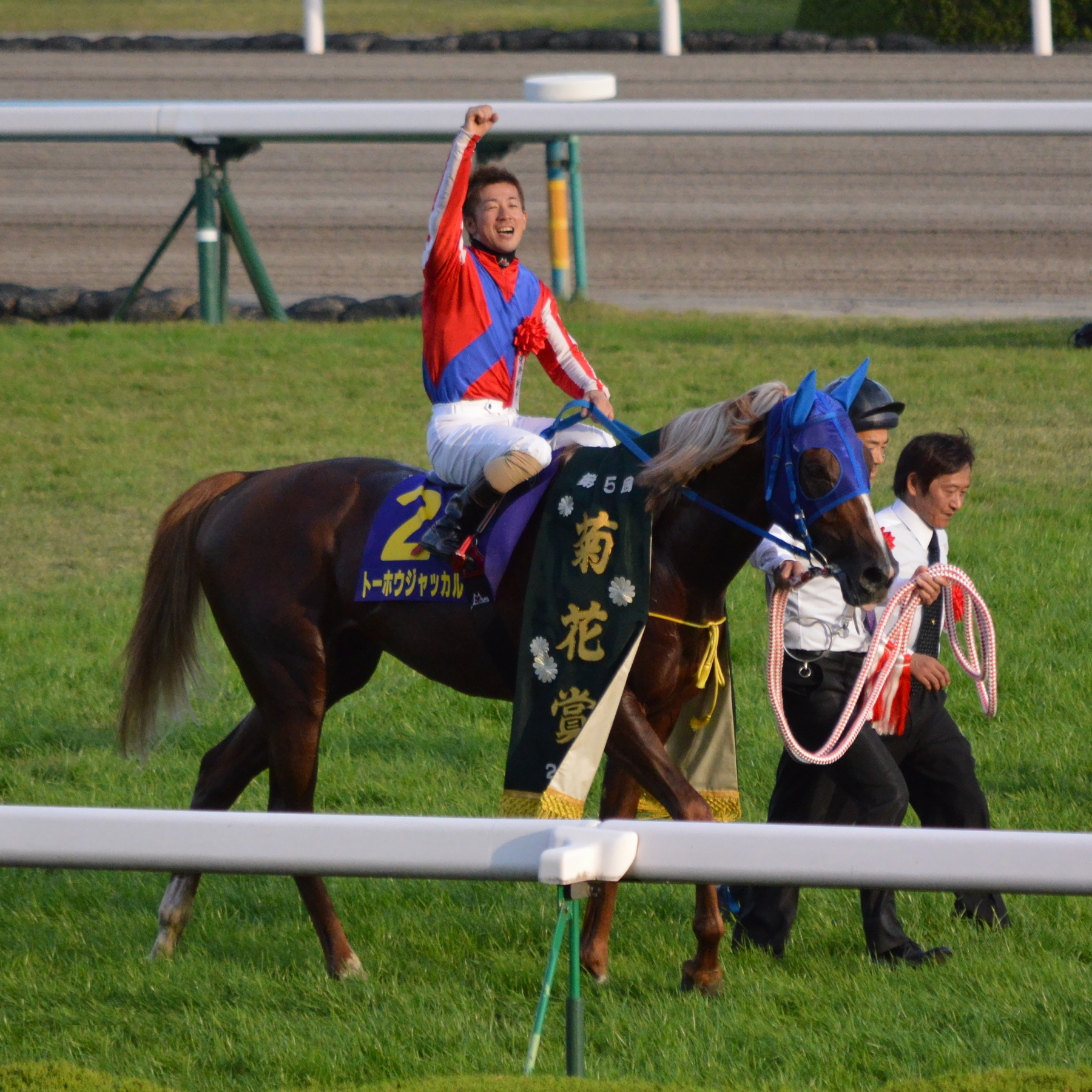
2014年菊花賞
騎乗馬：トーホウジャッカル

- タフネススター（2001年カブトヤマ記念）
- サンダルフォン（2009年北九州記念）
- ニホンピロレガーロ（2010年小倉記念）
- ニホンピロアワーズ（2011年名古屋グランプリ、2012年白山大賞典、ジャパンカップダート、2013年平安ステークス、2014年東海ステークス、ダイオライト記念）
- トシキャンディ（2012年プロキオンステークス）
- ハクサンムーン（2012年京阪杯、2013年アイビスサマーダッシュ、セントウルステークス）
- フーラブライド（2013年愛知杯、2014年中山牝馬ステークス）
- トーホウジャッカル（2014年菊花賞）
- レッドジェニアル （2019年京都新聞杯）
- サマーセント（2020年マーメイドステークス）
- メイケイダイハード（2020年中京記念）
- イベリス（2021年京都牝馬ステークス）
- レディバグ（2023年スパーキングレディーカップ）
- カルチャーデイ（2023年ファンタジーステークス）
- メイショウフンジン（2025年佐賀記念）
- クリノメイ（2025年チューリップ賞）

出典:

## 騎乗成績
- JRA公式[4]およびnetkeiba[17]より

| 年度   | 1着 | 2着 | 3着 | 騎乗数 | 勝率 | 連対率 | 複勝率 |
| ------ | --- | --- | --- | ------ | ---- | ------ | ------ |
| 1998年 | 25  | 23  | 25  | 335    | .075 | .143   | .218   |
| 1999年 | 13  | 14  | 18  | 269    | .048 | .100   | .167   |
| 2000年 | 14  | 11  | 19  | 258    | .054 | .097   | .171   |
| 2001年 | 7   | 11  | 15  | 221    | .032 | .081   | .149   |
| 2002年 | 5   | 3   | 10  | 135    | .037 | .059   | .133   |
| 2003年 | 3   | 4   | 7   | 145    | .021 | .048   | .097   |
| 2004年 | 3   | 6   | 10  | 125    | .024 | .072   | .152   |
| 2005年 | 3   | 4   | 6   | 83     | .036 | .084   | .157   |
| 2006年 | 1   | 2   | 4   | 83     | .012 | .036   | .084   |
| 2007年 | 8   | 7   | 11  | 138    | .058 | .109   | .188   |
| 2008年 | 11  | 10  | 12  | 217    | .051 | .097   | .152   |
| 2009年 | 12  | 13  | 12  | 254    | .047 | .098   | .146   |
| 2010年 | 25  | 28  | 22  | 437    | .057 | .121   | .172   |
| 2011年 | 36  | 36  | 40  | 604    | .060 | .119   | .185   |
| 2012年 | 21  | 35  | 26  | 501    | .042 | .112   | .164   |
| 2013年 | 25  | 32  | 29  | 662    | .038 | .086   | .130   |
| 2014年 | 29  | 34  | 42  | 661    | .044 | .095   | .159   |
| 2015年 | 21  | 27  | 30  | 589    | .036 | .081   | .132   |
| 2016年 | 14  | 26  | 30  | 519    | .027 | .077   | .135   |
| 2017年 | 19  | 29  | 29  | 527    | .036 | .091   | .146   |
| 2018年 | 28  | 23  | 42  | 612    | .046 | .083   | .152   |
| 2019年 | 17  | 22  | 23  | 483    | .035 | .081   | .128   |
| 中央   | 340 | 402 | 464 | 7880   | .043 | .094   | .153   |
| 地方   | 14  | 24  | 23  | 165    | .085 | .230   | .370   |

|            | 日付           | 競馬場・開催  | 競走名         | 馬名               | 頭数 | 人気 | 着順 |
| ---------- | -------------- | ------------- | -------------- | ------------------ | ---- | ---- | ---- |
| 初騎乗     | 1998年3月1日   | 1回中京2日1R  | 4歳未勝利      | ショウワヒカル     | 14頭 | 6    | 4着  |
| 初勝利     | 1998年3月8日   | 1回中京4日12R | 5歳上500万円下 | マチカネヒガノボル | 16頭 | 2    | 1着  |
| 重賞初騎乗 | 1998年4月18日  | 2回中京7日11R | 小倉大賞典     | タヤススリーセブン | 16頭 | 15   | 10着 |
| 重賞初勝利 | 2001年10月20日 | 3回新潟7日11R | カブトヤマ記念 | タフネススター     | 13頭 | 5    | 1着  |
| GI初騎乗   | 2001年3月25日  | 1回中京8日11R | 高松宮記念     | ビーチフラッグ     | 18頭 | 18   | 11着 |
| GI初勝利   | 2012年12月2日  | 5回阪神2日11R | JCダート       | ニホンピロアワーズ | 16頭 | 6    | 1着  |